# Deensen
Deensen is een gemeente in de Duitse deelstaat Nedersaksen. De gemeente maakt deel uit van de Samtgemeinde Eschershausen-Stadtoldendorf in het Landkreis Holzminden. Deensen telt 1.353 inwoners.

## Geografie
De gemeente ligt aan de noordflank van de tot het Wezerbergland gerekende heuvelrug Solling. Ze wordt in het zuiden van Holzminden gescheiden door een uitgestrekte, onbewoonde, beboste gemeentevrije zone. In de gemeente ontspringen enige kleine beken.
Twee kilometer ten noordwesten van de gemeente, direct langs het aangrenzende Arholzen,  loopt een spoorlijn, die station Altenbeken met station Kreiensen verbindt. Te Arholzen heeft aan deze lijn een station gestaan, dat echter in 1987 werd opgeheven. Wel ligt aan deze spoorlijn een klein bedrijventerrein, waar enkele in natuursteen handelende ondernemingen zijn gevestigd.
Naast enkele schoolbussen, rijdt een streekbus van Stadtoldendorf naar Holzminden v.v. enkele malen per dag door Schorborn en Deensen. Ander openbaar vervoer ontbreekt.

## Indeling van de gemeente
De gemeente bestaat uit de volgende dorpen en gehuchten:
- Braak, bijna 200 inwoners, bijna 2 km ten oosten van Deensen
- Deensen
- Schorborn, 300 à 400 inwoners, bijna 2 km ten zuidwesten van Deensen
  - Schießhaus, een gehucht van Schorborn

## Geschiedenis

### Deensen
Deensen wordt als Dedenhusen in 1220 voor het eerst in een document vermeld. In het begin van de 15e eeuw werd het verwoest tijdens de Hussietenoorlogen. Een adellijk heer, Godewart von Campe uit het geslacht Von Campe aus dem Haus Deensen, dat in de loop der eeuwen bestond uit leenmannen van de Graven van Dassel, mogelijk daarna van de Graven van Everstein,  kreeg in 1483 het recht, te Deensen een kasteel te bouwen. In 1825 werd dit kasteel vervangen door het nog bestaande landhuis, Rittergut of Gutshaus  Deensen, dat in 1970 door de Von Campes werd verkocht. 

### Schorborn
Schorborn ontstond in de 12e eeuw. In de middeleeuwen werd het dorp verlaten, waarschijnlijk vanwege oorlogsgeweld of omdat er te weinig vruchtbaar akkerland was om van te leven. In 1744 herleefde het dorp als nederzetting rondom een glashut, waar bosglas werd geproduceerd. In 1776 werd de afdeling, waar groen glas werd gemaakt, verplaatst naar de buurtschap Pilgrim bij het naburige Heinade. In de eeuwen daarna verdween de glasfabricage geheel, maar vervangende werkgelegenheid ontstond in hier opgerichte steengroeven, waar zandsteen (Wesersandstein) werd gedolven. 
In 1923 vestigde zich in het dorpje een van de baptistische kerk uitgaande charitatieve instelling. Deze in geheel Nedersaksen onder de naam Neues Land actieve organisatie is  gevestigd in een aantal gebouwen, waaronder het voormalige boswachtershuis van Schorborn en enkele aangrenzende panden. De instelling houdt zich sedert 1981 bezig met zorg aan en opvang van (ex-)verslaafden aan drugs, gokken, gamen, alcohol enz. Aan deze cliënten wordt o.a. dagbesteding en aangepast werk aangeboden. Het is wel de bedoeling van Neues Land, de cliënten, zonder al te veel pressie, zo mogelijk  tot het protestantse christendom te bekeren. 

## Afbeeldingen

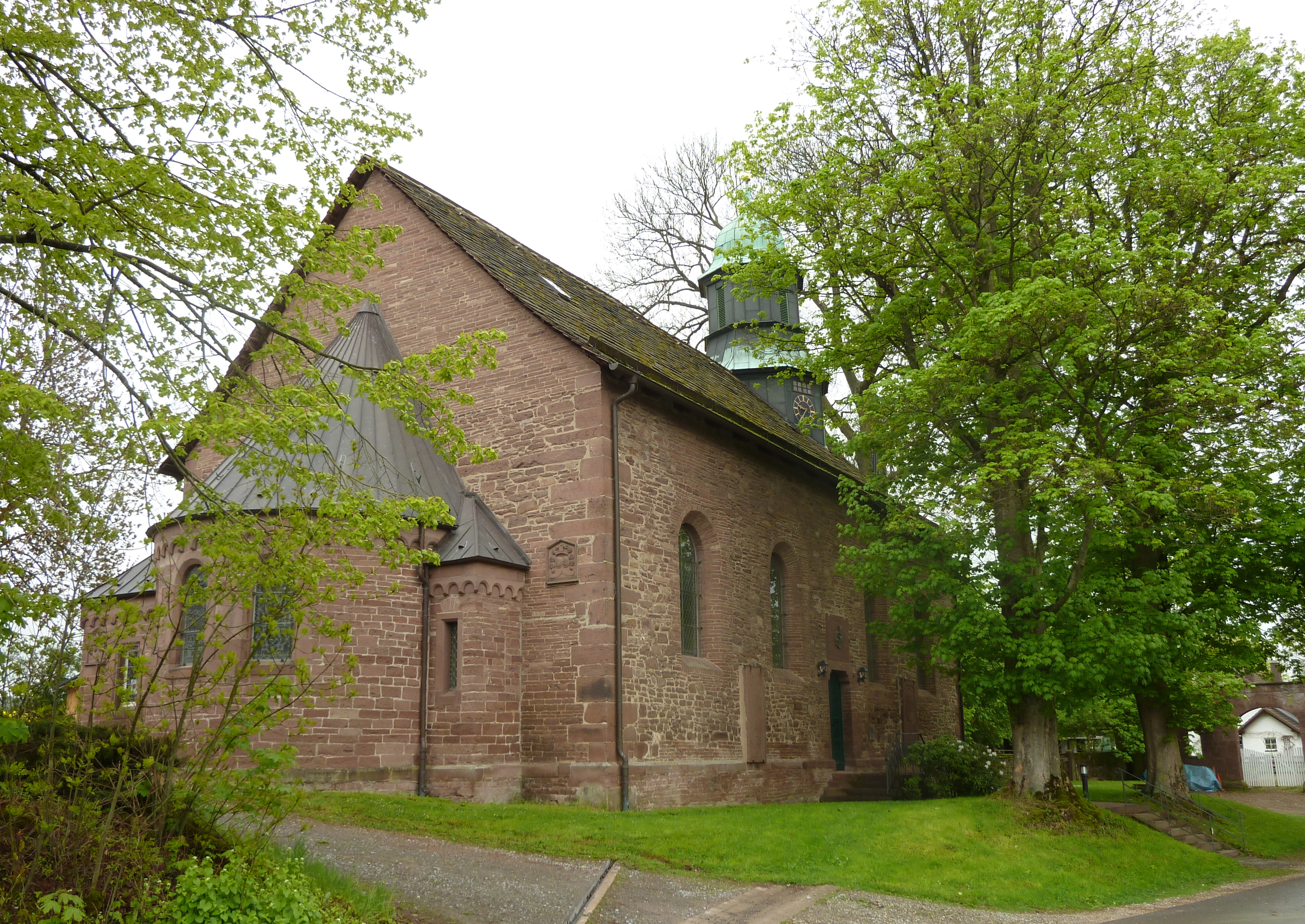
Deensen, Sint-Nicolaaskerkje
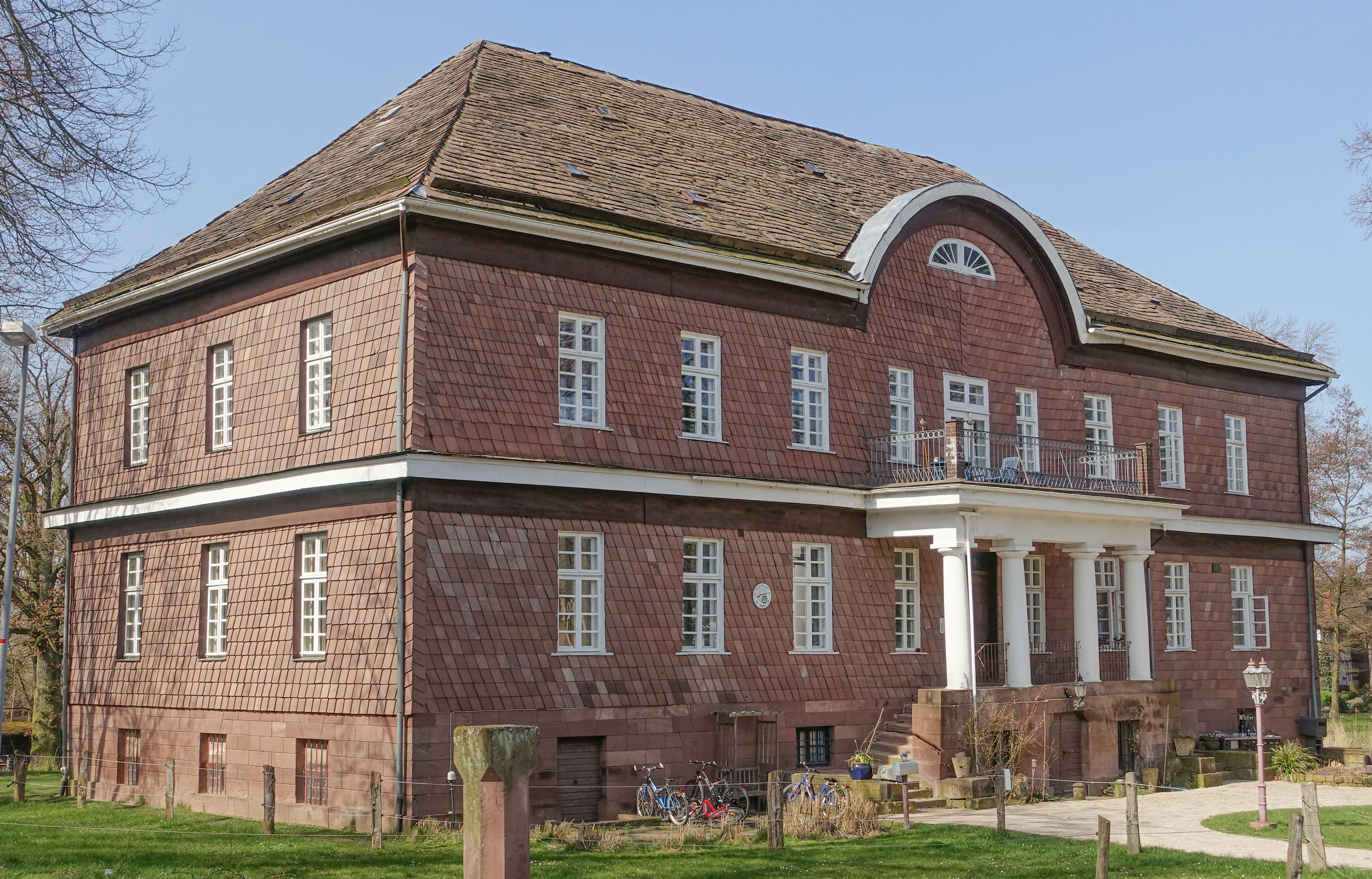
Het Gutshaus van Deensen
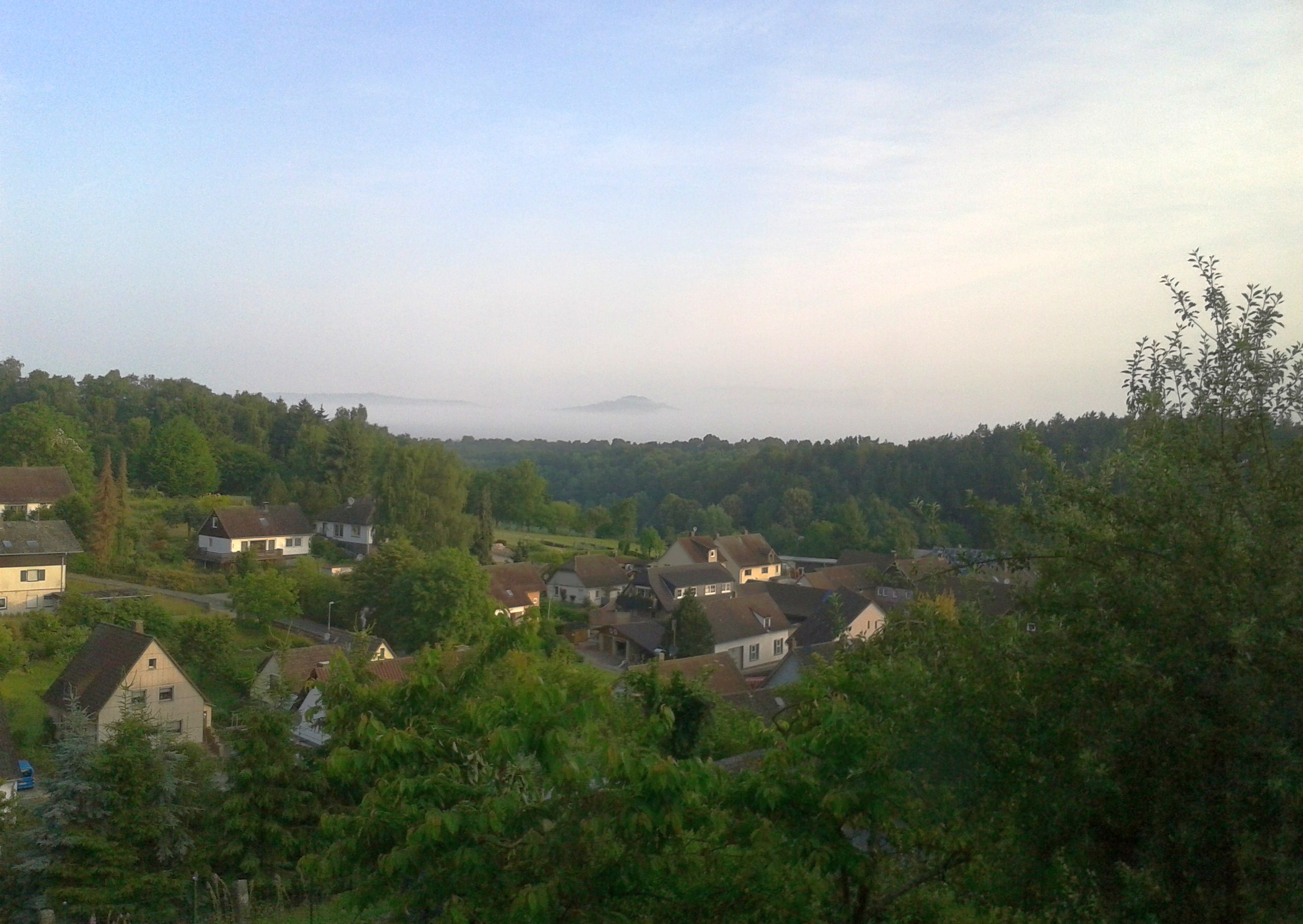
Gezicht op Schorborn
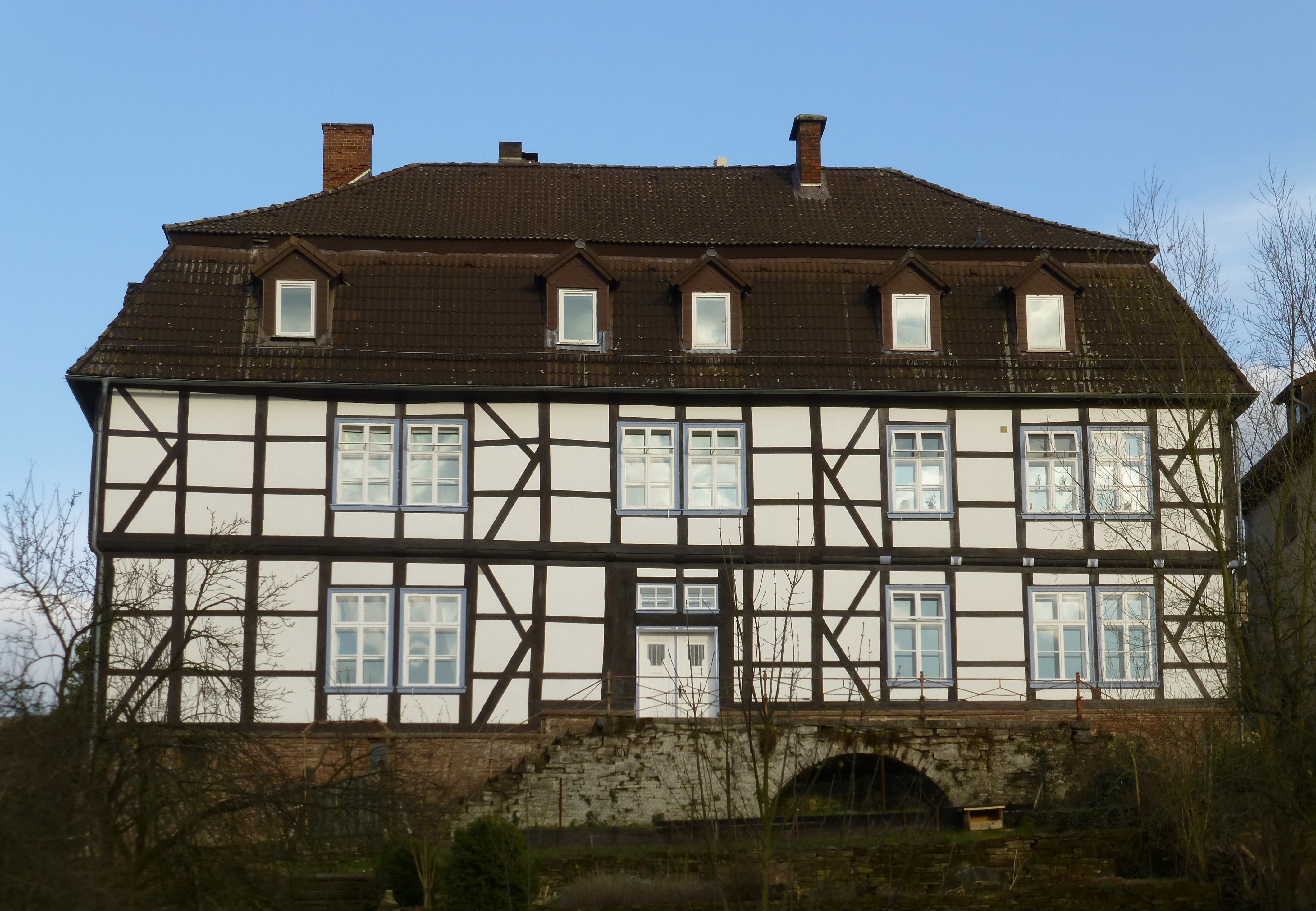
Schorborn, voormalig boswachtershuis

## Bedevaarten, kerken, bezienswaardigheden
- Het evangelisch-lutherse Sint-Nicolaaskerkje te Deensen (1509)
- De gemeente ligt in de Solling en biedt talrijke mogelijkheden voor lange wandel- en fietstochten.
- Alcoholvrij café van de Neues-Land-stichting in het voormalige boswachtershuis van Schorborn
- Door de gemeente loopt een evangelisch-lutherse bedevaartroute, de Pelgrimsroute  Loccum- Volkenroda.
- Het Gutshaus Deensen is een stoeterij en manege, waar paardrijd-vakanties mogelijk zijn.

## Geboren
- Joachim Heinrich Campe (1746-1818), schrijver en pedagoog; deze schreef in 1780 een vrije, Duitse bewerking van het boek Robinson Crusoe van Daniel Defoe; het succes van dit jeugdboek was voor de gemeente Deensen aanleiding, een afbeelding van Robinson  Crusoe in het gemeentewapen te laten opnemen.